# Bahnstrecke Whitefield Junction–Berlin
| Gesellschaft: | NHVT, CSRR           |                                                 |                                                 |
| Streckenlänge: | ca. 48 km            |                                                 |                                                 |
| Spurweite: | 1435 mm (Normalspur) |                                                 |                                                 |
| |                      |                                                 |                                                 |
| Gleise: | 1                    |                                                 |                                                 |
| \| \| \| \| \| \| \| \| von Woodsville \| \| \| \| 0,00 \| Whitefield Junction NH \| Whitefield Junction NH \| \| \| \| nach Groveton \| \| \| \| 0,87 \| Whitefield NH \| Whitefield NH \| \| \| \| Strecke Portland–Lunenburg \| \| \| \| \| Verbindungskurve von Lunenburg \| \| \| \| 5,01 \| Hazens NH \| Hazens NH \| \| \| \| Verbindungsgleis \| \| \| \| \| nach Portland \| \| \| \| \| Verbindungskurve nach Lime Ridge \| \| \| \| \| Strecke Quebec Junction–Lime Ridge \| \| \| \| 9,04 \| Waumbec Junction NH \| Waumbec Junction NH \| \| \| \| (früher Cherry Pond, Jefferson Jct.) \| \| \| \| \| Verbindungskurve von Quebec Junction \| \| \| \| \| Verbindungskurve von Lime Ridge \| \| \| \| 13,10 \| Cherry Mountain NH \| Cherry Mountain NH \| \| \| \| (früher Meadows, Jefferson) \| \| \| \| \| nach Jefferson \| \| \| \| 16,00 \| Highlands NH \| Highlands NH \| \| \| 19,51 \| Boy Mountain NH \| Boy Mountain NH \| \| \| \| South Branch Junction NH \| \| \| \| \| South Branch Railroad (Waldbahn) \| \| \| \| 23,93 \| Bowman NH \| Bowman NH \| \| \| \| Israel River \| \| \| \| 28,63 \| Appalachia NH (früher Randolph) \| Appalachia NH (früher Randolph) \| \| \| 30,59 \| Randolph NH (früher Glen Road) \| Randolph NH (früher Glen Road) \| \| \| \| Moose Brook \| \| \| \| 33,20 \| Mt. Madison Springs NH \| Mt. Madison Springs NH \| \| \| \| (früher Gorham Mineral Spring, Mineral Springs) \| \| \| \| \| Moose Brook (2×) \| \| \| \| 37,90 \| Gorham NH \| Gorham NH \| \| \| \| Strecke Portland–Island Pond \| \| \| \| \| Androscoggin River \| \| \| \| \| Androscoggin River Reservoir \| \| \| \| \| Berlin Mills Railway \| \| \| \| 46,96 \| Berlin NH \| Berlin NH \| \| \| \| \| \| \| \| ca. 48 \| Berlin Mills \| Berlin Mills \| \| \| \| Berlin Mills Railway \| \| |                      |                                                 |                                                 |
| |                      |                                                 |                                                 |
| Strecke |                      | von Woodsville                                  | von Woodsville                                  |
| ehemaliger Bahnhof | 0,00                 | Whitefield Junction NH                          | Whitefield Junction NH                          |
| Abzweig geradeaus, ehemals nach links und ehemals von links |                      | nach Groveton                                   | nach Groveton                                   |
| Dienststation / Betriebs- oder Güterbahnhof | 0,87                 | Whitefield NH                                   | Whitefield NH                                   |
| Strecke von links (außer Betrieb) · Kreuzung (Querstrecke außer Betrieb) |                      | Strecke Portland–Lunenburg                      | Strecke Portland–Lunenburg                      |
| Strecke (außer Betrieb) · Abzweig geradeaus und von links |                      | Verbindungskurve von Lunenburg                  | Verbindungskurve von Lunenburg                  |
| Haltepunkt / Haltestelle (Strecke außer Betrieb) · ehemaliger Haltepunkt / Haltestelle | 5,01                 | Hazens NH                                       | Hazens NH                                       |
| Abzweig ehemals geradeaus und von links · Abzweig geradeaus und nach rechts |                      | Verbindungsgleis                                | Verbindungsgleis                                |
| Strecke nach rechts · Strecke |                      | nach Portland                                   | nach Portland                                   |
| Abzweig ehemals geradeaus und nach links |                      | Verbindungskurve nach Lime Ridge                | Verbindungskurve nach Lime Ridge                |
| Kreuzung (Strecken außer Betrieb) |                      | Strecke Quebec Junction–Lime Ridge              | Strecke Quebec Junction–Lime Ridge              |
| Bahnhof (Strecke außer Betrieb) | 9,04                 | Waumbec Junction NH                             | Waumbec Junction NH                             |
| Strecke (außer Betrieb) |                      | (früher Cherry Pond, Jefferson Jct.)            | (früher Cherry Pond, Jefferson Jct.)            |
| Abzweig geradeaus und von rechts (Strecke außer Betrieb) |                      | Verbindungskurve von Quebec Junction            | Verbindungskurve von Quebec Junction            |
| Abzweig geradeaus und von links (Strecke außer Betrieb) |                      | Verbindungskurve von Lime Ridge                 | Verbindungskurve von Lime Ridge                 |
| Bahnhof (Strecke außer Betrieb) | 13,10                | Cherry Mountain NH                              | Cherry Mountain NH                              |
| Strecke (außer Betrieb) |                      | (früher Meadows, Jefferson)                     | (früher Meadows, Jefferson)                     |
| Abzweig geradeaus und nach links (Strecke außer Betrieb) |                      | nach Jefferson                                  | nach Jefferson                                  |
| Haltepunkt / Haltestelle (Strecke außer Betrieb) | 16,00                | Highlands NH                                    | Highlands NH                                    |
| Haltepunkt / Haltestelle (Strecke außer Betrieb) | 19,51                | Boy Mountain NH                                 | Boy Mountain NH                                 |
| Dienststation / Betriebs- oder Güterbahnhof (Strecke außer Betrieb) |                      | South Branch Junction NH                        | South Branch Junction NH                        |
| Abzweig geradeaus und nach rechts (Strecke außer Betrieb) |                      | South Branch Railroad (Waldbahn)                | South Branch Railroad (Waldbahn)                |
| Bahnhof (Strecke außer Betrieb) | 23,93                | Bowman NH                                       | Bowman NH                                       |
| Brücke über Wasserlauf (Strecke außer Betrieb) |                      | Israel River                                    | Israel River                                    |
| Bahnhof (Strecke außer Betrieb) | 28,63                | Appalachia NH (früher Randolph)                 | Appalachia NH (früher Randolph)                 |
| Haltepunkt / Haltestelle (Strecke außer Betrieb) | 30,59                | Randolph NH (früher Glen Road)                  | Randolph NH (früher Glen Road)                  |
| Brücke über Wasserlauf (Strecke außer Betrieb) |                      | Moose Brook                                     | Moose Brook                                     |
| Haltepunkt / Haltestelle (Strecke außer Betrieb) | 33,20                | Mt. Madison Springs NH                          | Mt. Madison Springs NH                          |
| Strecke (außer Betrieb) |                      | (früher Gorham Mineral Spring, Mineral Springs) | (früher Gorham Mineral Spring, Mineral Springs) |
| Brücke über Wasserlauf (Strecke außer Betrieb) |                      | Moose Brook (2×)                                | Moose Brook (2×)                                |
| Bahnhof (Strecke außer Betrieb) | 37,90                | Gorham NH                                       | Gorham NH                                       |
| Kreuzung geradeaus oben (Strecke geradeaus außer Betrieb) |                      | Strecke Portland–Island Pond                    | Strecke Portland–Island Pond                    |
| Brücke über Wasserlauf (Strecke außer Betrieb) |                      | Androscoggin River                              | Androscoggin River                              |
| Brücke über Wasserlauf (Strecke außer Betrieb) |                      | Androscoggin River Reservoir                    | Androscoggin River Reservoir                    |
| Strecke von links (außer Betrieb) · Kreuzung geradeaus unten (Strecken außer Betrieb) |                      | Berlin Mills Railway                            | Berlin Mills Railway                            |
| Strecke (außer Betrieb) · Bahnhof (Strecke außer Betrieb) | 46,96                | Berlin NH                                       | Berlin NH                                       |
| Strecke nach links (außer Betrieb) · Abzweig geradeaus und von rechts (Strecke außer Betrieb) |                      |                                                 |                                                 |
| Dienststation / Betriebs- oder Güterbahnhof (Strecke außer Betrieb) | ca. 48               | Berlin Mills                                    | Berlin Mills                                    |
| Strecke (außer Betrieb) |                      | Berlin Mills Railway                            | Berlin Mills Railway                            |

Die Bahnstrecke Whitefield Junction–Berlin ist eine Eisenbahnverbindung in New Hampshire (Vereinigte Staaten). Sie ist rund 48 Kilometer lang und verbindet die Städte Whitefield, Jefferson, Gorham und Berlin. Die Strecke ist größtenteils stillgelegt und abgebaut. Ein kurzer Abschnitt von Whitefield Junction bis Waumbek Junction gehört der New Hampshire and Vermont Railroad. Der reguläre Verkehr zwischen Whitefield Junction und Whitefield ruht jedoch.

## Geschichte
Nachdem 1870 die Bahnstrecke Woodsville–Groveton eröffnet worden war, baute die Johns River Railroad eine schmalspurige Waldbahn vom Bahnhof Whitefield (später Whitefield Junction) ostwärts bis Jefferson (später Cherry Mountain). Der touristische Verkehr in der Gegend um Jefferson wuchs jedoch stark an, sodass 1878 die Whitefield and Jefferson Railroad gegründet wurde, die die Strecke übernahm und bis Juli 1879 auf Normalspur umbaute. Die Betriebsführung oblag der Boston, Concord and Montreal Railroad (BC&M), der auch die in Whitefield Junction anschließende Strecke gehörte. Von 1884 bis 1887 führte kurzzeitig die Boston and Lowell Railroad den Betrieb, ehe 1889 die BC&M mit anderen Gesellschaften zur Concord and Montreal Railroad fusionierte. Der neue Eigentümer beabsichtigte, die Strecke nach Berlin zu verlängern, um die dortige Industrie besser anbinden zu können. Die Verlängerung ging am 10. Juni 1893 in Betrieb. 1895 übernahm die Boston and Maine Railroad die Betriebsführung. Von 1897 bis 1906 wurde mit der South Branch Railroad eine Waldbahn entlang des South River betrieben, die Holz nach Berlin transportierte.
Zuletzt nur noch mit Budd Rail Diesel Cars durchgeführt endete auf der Bahnstrecke am 2. Dezember 1961 der Personenverkehr. Ab 1983 gehörte die Strecke der Guilford Transportation, die die Boston&Maine übernommen hatte. Der neue Eigentümer wollte die Strecke stilllegen, verkaufte sie jedoch an den Bundesstaat New Hampshire, der sie an die New Hampshire and Vermont Railroad verpachtete. Aus Rentabilitätsgründen legte die Gesellschaft den Abschnitt Waumbek Junction–Berlin 1996 jedoch still. Der übrige Abschnitt wird nur noch von Whitefield bis Waumbek Junction befahren. Der Betrieb zwischen Whitefield Junction und Whitefield endete 1997.

## Streckenbeschreibung
Die Strecke zweigte in einem Gleisdreieck aus der Bahnstrecke Woodsville–Groveton ab. Heute ist nur noch die Verbindungskurve in Richtung Woodsville vorhanden. Die Bahn führt ostwärts zunächst durch Whitefield. Hier kreuzte die Bahnstrecke Portland–Lunenburg, die nun auf einigen Kilometern direkt neben der Bahnstrecke nach Berlin entlangläuft. 1998 wurde in Whitefield und in Hazens ein Verbindungsgleis eingebaut und das Gleis der Strecke nach Portland auf diesem Abschnitt abgebaut, sodass die Conway Scenic Railroad seitdem einen kurzen Abschnitt der Bahn mitbenutzt. Nach Hazens verläuft die Strecke entlang des Mount Washington Regional Airport, um kurz darauf Waumbek Junction zu erreichen. Früher befand sich hier nur eine Gleiskreuzung mit der Bahnstrecke Quebec Junction–Lime Ridge mit Haltepunkten zum Umsteigen, spätestens 1932 wurden jedoch Verbindungskurven eingebaut.
Wenige Kilometer weiter ist der Bahnhof Cherry Mountain erreicht, der anfangs Jefferson hieß und von 1870 bis 1893 Endpunkt der Bahn war. Hier zweigte von 1895 bis 1925 eine kurze Stichstrecke in das eigentliche Dorf Jefferson ab. Die Strecke nach Berlin verläuft nun entlang des Israel River weiter ostwärts. Bei Randolph entspringt der Moose Brook, in dessen Tal die Bahn nun bis Gorham verläuft. In Gorham wird über eine große Brücke die Bahnstrecke Portland–Island Pond sowie der Androscoggin River überquert. Die Brücke steht zwar noch, jedoch wurde der Teil über die Bahnstrecke angehoben, sodass doppelstöckige Containerzüge unter sie hindurchpassen. Die Bahnstrecke biegt nach der Brücke nach Norden ab und verläuft am Ostufer des Androscoggin nach Berlin. In Höhe Coos Street in Berlin befand sich der Personenbahnhof der Strecke, die noch etwa anderthalb Kilometer weiter bis zum Güterbahnhof Berlin Mills verläuft, wo sie in die Gleisanlagen der Berlin Mills Railway einmündet.